# Gustav Ulrich (Denkmalpfleger)
Gustav Ulrich (* 14. November 1880 in Wörlitz; † 18. August 1971 in Lilienthal) war ein deutscher Architekt, Baubeamter und Denkmalpfleger.

## Biografie
Ulrich studierte an der Technischen Hochschule Darmstadt. 1913 kam er als Staatsbaumeister nach Bremen und wurde hier zum Baurat in der bremischen Bauverwaltung berufen. Nach 1918 führte er mehrere große Umbauten in Bremen durch: von 1922 bis 1924 das alte Arbeitshaus auf der Herrlichkeit, 1925 der Umbau des Focke-Museums und 1927 bis 1930 Sicherungsmaßnahmen am Bremer Rathaus. Er plante 1913 bis 1915 die Volksschule Am Hulsberg (erhalten), 1925 bis 1926 mit Hans Ohnesorge die die Kaserne Rotersand in der Bürgermeister-Smidt-Straße in Bremerhaven (erhalten), danach das Arbeitsamt an der Bürenstraße (erhalten als Umbau) und die Wasser- und Schifffahrtsdirektion an der Tiefer (kriegszerstört).
1933 wurde er von den Nationalsozialisten aus rassepolitischen Gründen aus dem Staatsdienst entlassen. In der Nazi-Zeit betreute er die Bauten von 33 Kirchengemeinden.
Seit Oktober 1945 wurde er vom Senat mit der Bremer Denkmalpflege beauftragt und Leiter des städtischen Amtes für Denkmalpflege. Er bewirkte bald darauf den Beginn des Wiederaufbaus der Bremer Stadtwaage von 1586 bis 1588 in der Langenstraße von Lüder von Bentheim; 1953 wurde der Wiederaufbau unterbrochen. Auch mit dem Wiederaufbau des Gewerbehauses von 1620 konnte 1951 gegen allerlei Widerstände begonnen werden. Viele Bauteile von zerstörten historischen Gebäuden konnte die Denkmalpflege sicherstellen und dauerhaft retten. 1950 wurde er Ehrenmitglied des Vereins für Niedersächsisches Volkstum. 1952 trat er in den Ruhestand. Sein Nachfolger war Rudolf Stein.